# Mihályi Balázs
Mihályi Balázs (Budapest, 1980–) magyar térképész, Budapest ostromának kutatója. Kutatási területe: a XX. századi erődítések, valamint Budapest ostroma (1944-45).

## Életpályája
1994-ben kezdte meg középiskolai tanulmányait a budapesti Széchenyi István Gimnáziumban, ahol 1998-ban érettségizett. 1998-2003 között az Eötvös Loránd Tudományegyetem Természettudományi Karán tanult térképészetet. Az egyetemi évek alatt már a történelmi térképek felé orientálódik. Diplomamunkája: Budapest ostromának (1944-45) kartográfiai feldolgozása. A szakdolgozathoz készített rendkívül részletes forrásfeldolgozáson alapuló térkép Ungváry Krisztián: Budapest ostroma című könyvébe (2005, Budapest, Corvina) is bekerült mellékletként (az ötödik kiadáshoz), illetve a Hadtörténeti Múzeumban is az állandó kiállítás része lett.
2003-2006 között a Budapesti Műszaki Egyetemen tanult és végezett alkalmazott térinformatikus szakon. Közben 2003-2007 között az Eötvös Loránd Tudományegyetem Természettudományi Karán végezte el a doktori iskolát és szerezte meg 2007-ben a PhD fokozatot. A disszertációját Történelmi események térinformatikai feldolgozásából (eseményorientált térinformatika) írta. Hingyi László kutató hagyatékának feldolgozásával is foglalkozik, mely eddig három forráskötetben került kiadásra.
Főbb kutatási területei:
- XX. századi erődítések a Kárpát-medencében:
  - Attila-vonalak Budapest körül (1944)
  - Árpád-vonal (Románia, Ukrajna)
  - Károly-vonal (Románia)
  - Csehszlovák határerődítések (a két világháború között)
  - Jugoszláv határerődítések (a két világháború között)
- Budapest ostroma 1944-1945

## Főbb publikációi
- Titkos bunkerek - A magyarországi óvóhelyek története 1917-2022 (szerk.: Mihályi Balázs) – 2023, Budapest, Erdélyi Szalon, ISBN 9786156016874
- Budapest ostromának legendái, 1944–1945; Kárpátia Stúdió, Köröstárkány–Balatonfőkajár, 2022, ISBN 9789637010026
- Siege of Budapest 1944–45: The Brutal Battle for the Pearl of the Danube. – Osprey, London, 2022, ISBN 978-1472848482
- Budapest ostroma. Svéd diplomaták, terror, kitörés. (szerk.: Mihályi Balázs, Rohánszky Mihály, Tulok Péter) – Szekszárd, 2022, ISBN 9786150145808
- Naplók az óvóhelyről. (szerk.: Bank Barara, Mihályi Balázs, Tóth Gábor) – Nemzeti Emlékezet Bizottsága, Budapest, 2021, ISBN 9786155656323
- Budapest ostroma. A polgári áldozatok. – 2020, Budapest, Kárpátia Stúdió, ISBN 9786155374197
- Emlékek Budapest ostromáról, a kitörésről és a hadifogságról 1944-1945. (szerk.: Csecserits Artúr, Mihályi Balázs, Rohánszky Mihály) – Erődítés Történeti Egyesület, Budapest, 2019, ISBN 9786150046839
- Honvédek és hungaristák a Budapest erődben 1944-1945. – Budapest, 2018, ISBN 9786150034638
- A Várnegyed ostroma. Buda 1944-45. (szerk.: Mihályi Balázs, Tóth Gábor, Tulok Péter) – Budavári Önkormányzat, Litea Könyvesbolt, Budapest, 2018, ISBN 9786150010755
- Az Árpád-vonal története 1939-1944 – 2014, Budapest, Kárpátia Stúdió, ISBN 978-615-53-7413-5
- Budapest ostromkalauz 1944-1945 – 2014, Budapest, Underground, ISBN 978-963-12-0692-0
- Dél-Buda ostroma 1944-1945 – 2014, Budapest, Underground, ISBN 978-963-12-0404-9
- Jugoszlávia hadserege és határerődítései 1935-41 – In: Visszatér a Délvidék 1941 – (szerk. Vincze Gábor), Kárpátia Studió, Budapest, 2011, ISBN 9789638929129
- A román Maginot vonal  – 2010, Budapest, Kárpátia Stúdió, ISBN 9789630688840
- Károly-vonal. Erődvonal Románia nyugati határán, 1937-1940; – Erődítés Történeti Egyesület, Budapest, 2010
- Budapest erőd – In: Magyarok a II. világháborúban szakkönyvgyűjtemény, CD-rom, Arcanum, Budapest, 2004
- Budapest légi ellátása (1944. dec. 29-1945. febr. 16.) – In: Magyarok a II. világháborúban szakkönyvgyűjtemény, CD-rom, Arcanum, Budapest, 2004

## Publicisztika
- Bank Barbara – Mihályi Balázs: Budapest ostroma civil szemmel – Múlt-kor (2021. Tél)
- Mihályi Balázs – Tulok Péter: Emléktábla és történelem III. - Napi Történelmi Forrás, 2021
- Mihályi Balázs – Tulok Péter: Emléktábla és történelem II. - Napi Történelmi Forrás, 2021
- Mihályi Balázs – Tulok Péter: Emléktábla és történelem I. - Napi Történelmi Forrás, 2021
- Mihályi Balázs: Tények és tévhitek a kitörés kapcsán. – Magyar Nemet, 2021
- Mihályi Balázs: Ez hát a „felszabadulás”: tömeges öngyilkosság, elhurcolt zsidók. – Magyar Nemzet, 2021
- Mihályi Balázs: A Királyi Palota az ostromban és a Rákosi-korszakban. – Rubicon, 2021/8.
- Mihályi Balázs: Sziklaközpont. – Rubicon, 2021/4.
- Mihályi Balázs: Lakossági óvóhelyek. – Rubicon, 2021/4.
- Mihályi Balázs: Andezit Művek. – Rubicon, 2021/4.
- Mihályi Balázs: Öngyilkosok lettek mert féltek a szovjetektől. – Magyar Nemzet, 2020
- Mihályi Balázs: Nyersanyagért Magyarországot – Történelemportál magazin, II. évfolyam/1. szám, 2014 Archiválva 2014. február 3-i dátummal a Wayback Machine-ben
- Mihályi Balázs: Budapest sorsa 1944–1945 – Történelemportál magazin, II. évfolyam/1. szám, 2014 Archiválva 2014. február 3-i dátummal a Wayback Machine-ben
- Mihályi Balázs: Hajtóvadászat az Indiai-óceánon – Történelemportál magazin, II. évfolyam/1. szám, 2014 Archiválva 2014. február 3-i dátummal a Wayback Machine-ben
- Mihályi Balázs: Szlovák–magyar légi harcok a második világháborúban – Történelemportál magazin, I. évfolyam/3. szám, 2013 Archiválva 2014. január 2-i dátummal a Wayback Machine-ben
- Mihályi Balázs: Latin-Amerika egyik legvéresebb háborúja – Történelemportál magazin, I. évfolyam/2. szám, 2013 Archiválva 2015. április 2-i dátummal a Wayback Machine-ben
- Mihályi Balázs: Magyar megszálló feladatok a keleti front mögött 1941-1942 – Haditudósító, VI. évfolyam/3. szám, 2013
- Éhn, László, Mihályi Balázs: Kitalált szlovákok a középkorban – Nagy Magyarország magazin, IV. évfolyam/4. szám Archiválva 2013. január 28-i dátummal a Wayback Machine-ben
- Mihályi Balázs: Magyarok kálváriája a román haláltáborban – Nagy Magyarország magazin, IV. évfolyam/4. szám Archiválva 2013. január 28-i dátummal a Wayback Machine-ben
- Mihályi Balázs: Trianon és a térképek – Tortenelemportal.hu
- Mihályi Balázs: A háború viharában – Nagy Magyarország magazin, IV. évfolyam/2. szám Archiválva 2013. február 9-i dátummal a Wayback Machine-ben
- Mihályi Balázs: Légi háború a Csepel-sziget ellen (1944) – Nagy Magyarország magazin, IV. évfolyam/2. szám Archiválva 2013. február 9-i dátummal a Wayback Machine-ben
- Mihályi Balázs: Szlovák–magyar „kis háború” – Nagy Magyarország magazin, IV. évfolyam/1. szám
- Mihályi Balázs: A „csehszlovák Maginot-vonal” – Nagy Magyarország magazin, IV. évfolyam/1. szám
- Mihályi Balázs: Kassa visszatérése szlovák szemmel – Kiürítés 1938. november 3–9. – Nagy Magyarország magazin, III. évfolyam/2. szám Archiválva 2013. február 9-i dátummal a Wayback Machine-ben
- Mihályi Balázs: Légi háború a Csepel-sziget ellen – Magyar Hírlap, 2012
- Mihályi Balázs: Egy elfelejtett „kis háború” 1939-ben – Magyar Hírlap, 2012
- Mihályi Balázs: Magyarok kálváriája a román haláltáborban – Magyar Hírlap, 2011
- Mihályi Balázs: 55 éve rontott ránk a Vörös Hadsereg – Magyar Hírlap, 2011
- Mihályi Balázs: A román "Maginot-vonal" titkai – Magyar Hírlap, 2010